# Gaetano Savi
Gaetano Savi (Florència 13 de juny de 1769 - Pisa 28 d'abril de 1844) va ser un botànic i naturalista italià.

## Biografia
Gaetano Savi va ser alumne de Giorgio Santi (1746-1822) i d'Adolfo Targioni Tozzetti (1823-1902). Savi va publicar el 1798 una Flora pisana, el 1801, la primera edició del Trattato degli alberi della Toscana, el 1808 de Botanicon Etruscum i el 1818 de la Flora Italiana. Ensenyà física i botànica a la universitat de Pisa i en dirigí el jardí botànic a partir de 1814. El naturalista Paolo Savi (1798-1871) era fill seu.

### Font
- (italià) Courte biographie de l'Istituto e Museo di Storia della Scienza